# Peider Lansel
Peider Lansel (* 15. August 1863 in Pisa; † 8. Dezember 1943 in Genf) war ein Schweizer Dichter, Essayist und politischer Propagandist. Er engagierte sich quasi während seines ganzen Lebens für die Erhaltung und Anerkennung des Rätoromanischen. Während mehr als dreissig Jahren hat er mehrere Lyrik-Sammlungen verfasst und aufwändig ediert, verschiedene Essays und Vorträge publiziert und als Herausgeber einige Gesamtwerkausgaben anderer Schriftsteller besorgt. Er schrieb auch Übersetzungen zahlreicher Gedichte der Weltliteratur ins Romanische – so von Nietzsche, Heine, Goethe, Lenau und Lermontow. Für sein grosses Engagement für die rätoromanische Sprache und Kultur wurde er 1933 von der Universität Zürich mit dem «doctor honoris causa» geehrt und zehn Jahre später für sein dichterisches Werk mit dem Grossen Schillerpreis ausgezeichnet.

## Leben

### Kindheit und Jugend
Peider Lansel wurde am 15. August 1863 in Pisa geboren. Er war erstgeborener Sohn (von fünf Söhnen und zwei Töchtern) des Andri Töna Lansel aus Sent (1831–1900) und der Emilia Steiner aus Lavin (1837–1901). Andri Lansel hatte in Pisa eine Filiale des Familienbetriebes in Florenz gegründet.
Peider Lansel wuchs bis zum neunten Lebensjahr in Pisa auf, den Sommer verbrachte er wie die meisten Auswanderer im Engadin. Er besuchte die Schule in Sent und die Bündner Kantonsschule in Chur. Die Ausbildung wurde abgerundet durch den Besuch der Handelsschule Frauenfeld und einen einjährigen Aufenthalt in Rolle VD. Um 1879, mit 16 Jahren, trat er als Lehrling in die Betriebe der Familien Könz und Lansel in Arezzo und Livorno ein. Als sich sein Vater aus den Geschäften zurückzog und in die Schweiz zurückkehrte, übernahm Peider Lansel mit 21 Jahren den väterlichen Betrieb in Pisa und führte diesen mit Erfolg. Nach wenigen Jahren überliess er das Geschäft mehr oder weniger seinen Brüdern Andri und Emil.

### Rückkehr in die Schweiz
1893 heiratete er Emma Curdin (Corradini) aus Sent. Sie hatten zusammen in Pisa vier Kinder (die erstgeborene Tochter Erica starb einjährig, es folgten Erica (II), Bignia und Andri Albert). Im Jahre 1906, mit 43 Jahren, kehrte Lansel definitiv mit seiner Familie in die Schweiz zurück, zuerst nach Sent und dann für die weitere Ausbildung der Kinder nach Genf. Lansel verbrachte immer noch viele Monate im Engadin und unterwegs. Von dieser Zeit an hat er sich fast ausschliesslich dem Studium der rätoromanischen Kultur und seiner Arbeit als Dichter gewidmet.

### Lansel als Sprachkämpfer und -förderer
Mit seinen Schriften kämpfte er für eine Renaissance des Rätoromanischen. Grosse Bedeutung und Aufmerksamkeit erhielten seine sprachwissenschaftlichen Essays zur Verteidigung des Romanischen gegen irredentistische Schriften aus Italien, welche das Romanische zu einem lombardischen Dialekt degradierten und die Eingliederung der romanischen Gebiete ins italienische Staatsgebiet verlangten. Zusammen mit Pater Alexander Lozza (1880–1953) gehörte er zu den Förderern des rätoromanischen Idioms Surmiran im Oberhalbstein und der Kulturgeschichte des Surmeir.
Lansel führte rege Korrespondenz mit Persönlichkeiten wie Bundesrat Philipp Etter, Gonzague de Reynold, Frédéric Mistral, Charles-Ferdinand Ramuz, Schweizer Generalkonsul in Italien Georges Wagnière, Giulio Bertoni, Giorgio Del Vecchio, Carl Spitteler, Edgar Piguet und anderen. Seine Villa an der Rue Toepffer in Genf war ein Ort der Begegnung für zahlreiche Studenten, junge Literaten und etablierte Intellektuelle und Künstler wie Otto Barblan und Henri de Ziegler.
Im Jahre 1911 gründete Lansel mit Pfarrer Otto Gaudenz den Chalender Ladin, einen jährlich erscheinenden Almanach. Er war lange Zeit aktiver Mitarbeiter und Förderer dieses offiziellen Organs der Uniun dals Grischs, welches bis heute auf dem Deckblatt sein Motto trägt: Tanter Rumantschs, be rumantsch! Unter Rätoromanen nur Rätoromanisch!. Er trug eine bedeutende Sammlung von alten romanischen Manuskripten und Büchern zusammen. An der Schweizerischen Landesausstellung von 1914 in Bern stellte er in einer Vitrine verschiedene Dokumente und Objekte aus seiner persönlichen Sammlung aus.

### Lansel als Sammler
Peider Lansel war zudem ein eifriger Sammler von romanischen Volksliedern. Mit einem aus den USA importierten Phonographen der Firma Edison nahm er zwischen 1912 und 1915 über dreihundert Volkslieder auf, im Engadin, im Münstertal und in Bergün. Daneben war er im Engadin ein Pionier der Fotografie und animierte auch berühmte Fotografen wie Rudolf Zinggeler das Leben und die Bräuche des Engadins auf Fotografien festzuhalten. Aus dem Nachlass Lansels werden in der Bibliothek der Fundaziun de Planta in Samedan 75 Edison-Wachswalzen mit den Musikaufnahmen und 371 Glasplatten mit den Fotografien aufbewahrt.

### Schweizer Konsul in Italien
Im Jahre 1926, dreiundsechzigjährig, war Lansel gezwungen nach dem Tod seines Schwagers Oscar Corradini und seines sechsundzwanzigjährigen Sohnes Andri Albert in die Geschäfte nach Italien zurückzukehren. Er liess sich mit seiner Frau und seiner verwitweten Tochter Erica in Livorno nieder. Von 1927 bis 1934 war er in der politisch bewegten Zeit Schweizer Konsul in Livorno. 1934 kehrte er definitiv in die Schweiz zurück.

### Lebensabend und Auszeichnungen
1933 verlieh ihm die Universität Zürich zu seinem siebzigsten Geburtstag für seine grossen Verdienste für die Sache der Rätoromanen den Doctor honoris causa. Zu seinem achtzigsten Geburtstag wurde ihm als erstem Rätoromanen der Grosse Schillerpreis verliehen. Wenige Monate später verstarb er. Sein Nachlass befindet sich im Schweizerischen Literaturarchiv in Bern.